# Li Tao
Pour les articles homonymes, voir Li Tao (homonymie).
Li Tao (1114-1183) est un historien du monde chinois. Il est l'auteur du Xu Zizhi Tongjian Changbian, un recueil historique dont la structure est basée sur celle d'un autre recueil, le Zizhi Tongjian. Ce recueil relate l'histoire du début de la dynastie Song, à savoir la période 960-1126, la dynastie Song ayant duré jusqu'en 1279. Li Tao mit environ une quarantaine d'années pour effectuer sa compilation de documents, durée qui explique l'écart entre la fin de la période couverte (1126) et le décès de Li Tao.